# Făt-Frumos

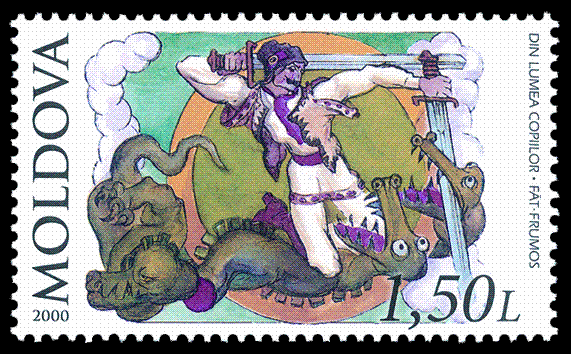
Făt-Frumos, timbru moldovenesc din 2000

Făt-Frumos este în mitologia românească personajul-erou. În majoritatea poveștilor, acesta se luptă cu balauri, zmei și vrăjitoare pentru a-și elibera aleasa inimii, prințesa Ileana Cosânzeana.

## Calități
Făt-Frumos are toate calitățile necesare unui erou: curajul, dreptatea, tăria fizică și spirituală, inteligența, dragoste neclintită. Făt-Frumos are, de asemenea, unele abilități magice. El își respectă întotdeauna jurământul dat împăratului căruia îi servește.

## Misiuni

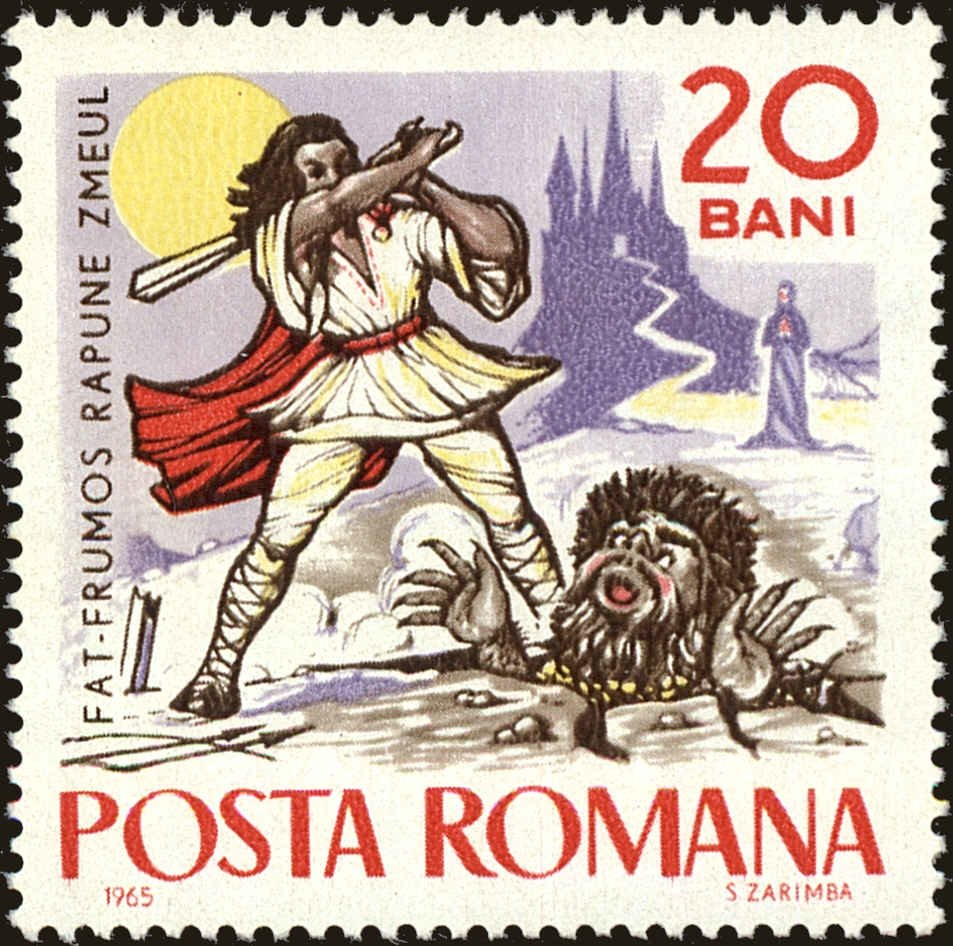
Făt-Frumos răpune Zmeul, timbru românesc din 1965

În multe povești Făt-Frumos trebuie să o elibereze pe aleasa inimii sale, prințesa Ileana Cosânzeana. Făt-Frumos trebuie să depășească încercări și obstacole care depășesc capacitățile unei persoane normale, dar el este întotdeauna în măsură să treacă prin toate dificultățile. Se luptă cu diferiți monștri - șerpi, balauri, zmei și vrăjitoare.

## Companioni
El călătorește prin lumea noastră și prin lumea de jos (tărâmul celălalt) cu calul năzdrăvan care îi dă sfaturi salvatoare.

## În literatură
Făt-Frumos a trecut din folclor în literatura română. Acest caracter este adesea găsit în povești și poezii ale unor scriitori celebri cum ar fi Mihai Eminescu, Ion Creangă, Petre Ispirescu, Tudor Arghezi, Nichita Stănescu. De asemenea Făt-Frumos este prezent în arta populară modernă ca un personaj în glume și bancuri.
„Împlinirea implică degradarea. Mitul tinereții fără bătrânețe și al vieții fără de moarte e contrapunctat prin denunțarea precarității lui. Instalat în patria lui ideală, Făt-Frumos e ros de dorul de părinți. Acest dor e „buba lui pământească”, buba lăuntrică, ce îl devoră ca pe „heruvimul bolnav” a lui Arghezi. Eroul basmului ispirescian simbolizează condiția umană. El năzuiește la „Țara de peste veac”, dar e atras irezistibil de patria terestră, profană, care e Valea Plîângerii. Și, într-o zi, nimerește în ea. „Cade în timp”, ar zice Cioran.” (Fragment din „Scurtă istorie a literaturii române” de Dumitru Micu)

## În film
În Tinerețe fără bătrânețe (1968, regia Elisabeta Bostan) Făt-Frumos este interpretat de Mircea Breazu. În Rămășagul (1985, regia Ion Popescu-Gopo) Făt-Frumos este interpretat de Constantin Fugașin.